# Batara d'Amazonie
Thamnophilus amazonicus
Espèce
Statut de conservation UICN

 LC  : Préoccupation mineure
Le Batara d'Amazonie (Thamnophilus amazonicus) est une espèce d'oiseaux de la famille des Thamnophilidae.
Cet oiseau peuple l'Amazonie et le plateau des Guyanes.